# Cycle à moteur
Pour les articles homonymes, voir Cycle.

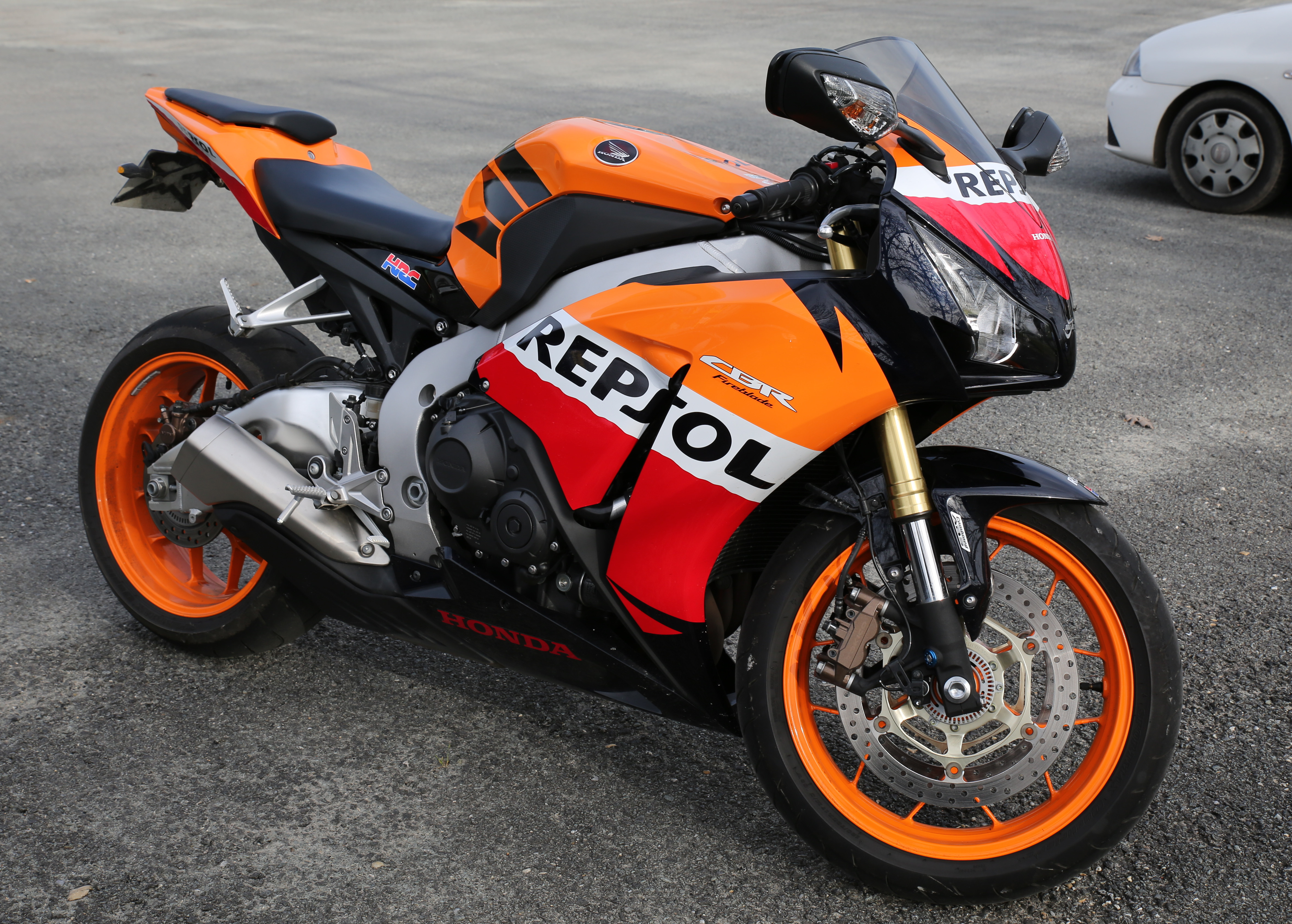
Motocyclette carénée.

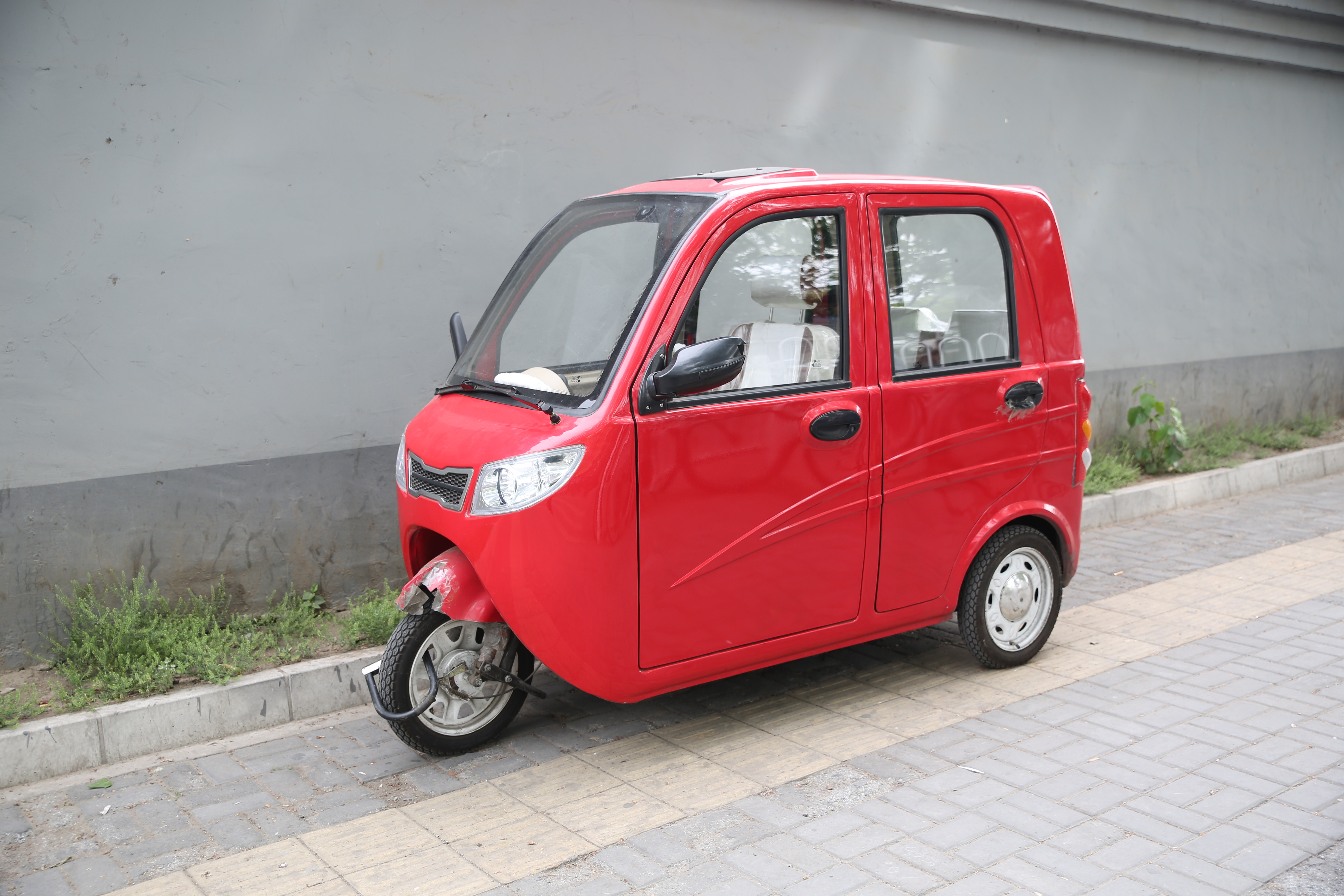
Tricycle à moteur carrossé comme une voiturette.

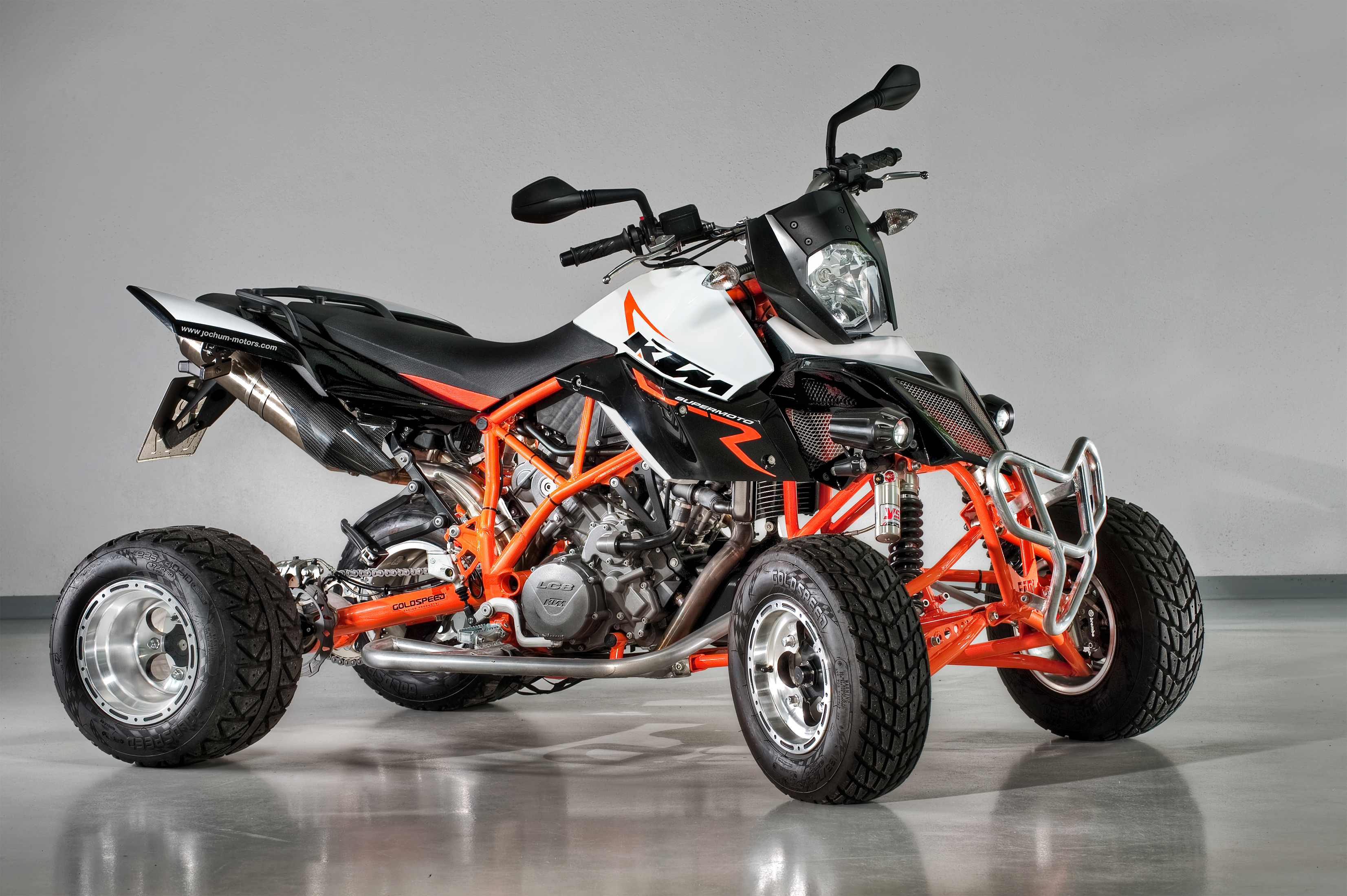
Quad KTM.

Un cycle à moteur est un véhicule motorisé terrestre.

## Types
On distingue selon le nombre de roues :
- le cycle motorisé à deux-roues :
  - la moto, de cylindrée supérieure ou égale à 50 cm3 (avec une sous catégorie "motocyclette légère" en France et certains pays d'Europe, elle concerne les motocyclettes de cylindrée supérieure ou égale à 50 cm3 et strictement inférieure à 125 cm3
  - le cyclomoteur, de cylindrée strictement inférieure à 50 cm3 et à la vitesse limitée (25, 30, 45 ou 50 km h−1 selon les pays)
  - le scooter qui offre un plancher plat et une protection des genoux, pouvant être de la catégorie motocyclette ou cyclomoteur ;
- le tricycle à moteur, véhicule à trois roues ; il peut s'agir de véhicules de loisir ou utilitaires :
  - le trike,
  - la moto cargo, utilitaire à trois roues, et ses variantes destinées au transport de passagers ;
- le quadricycle à moteur, parmi lesquels :
  - le quad, quadricycle tout-terrain.

Ces derniers véhicules se distinguent des automobiles principalement par la position de conduite, enfourchant la structure principale du véhicule (cadre) et une direction directe par guidon. On les distingue aussi des patrouilleurs, trottinettes à moteur ou autres gyropodes qui se conduisent debout.
On notera toutefois que les catégories administratives peuvent différer et associer notamment les quadricycles à moteur aux voiturettes.

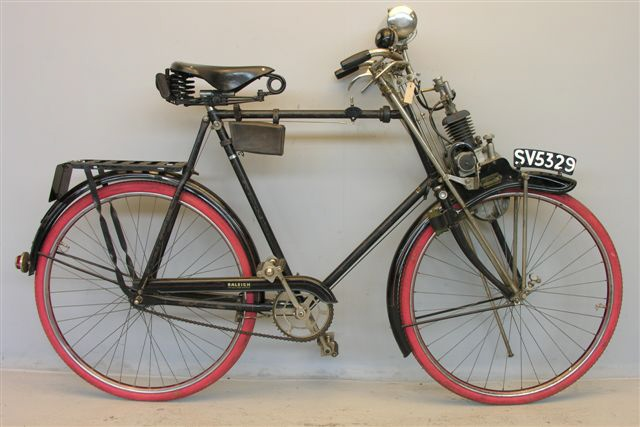
Bicyclette motorisée Raleigh de 1919.
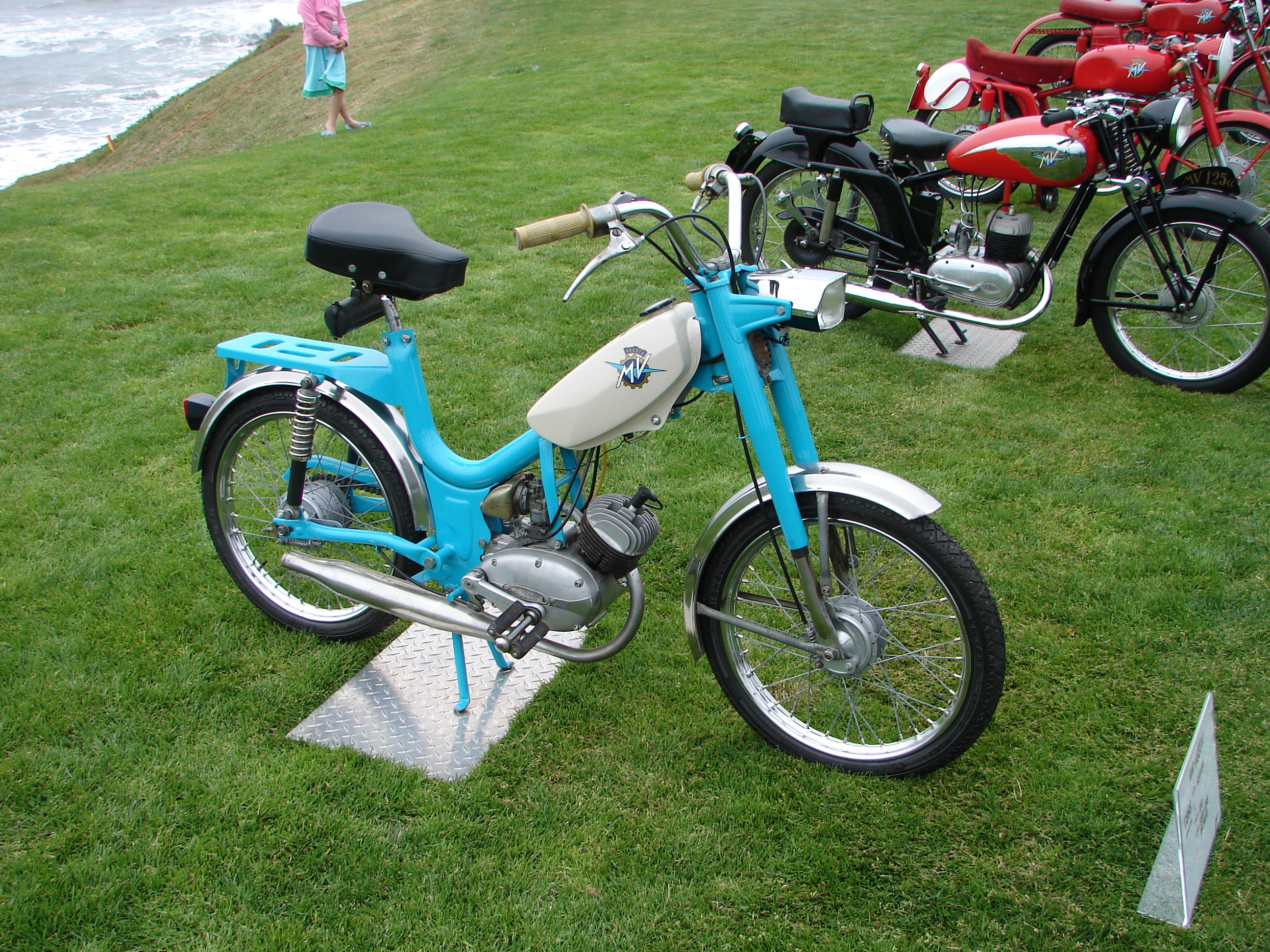
Cyclomoteur MV Agusta.
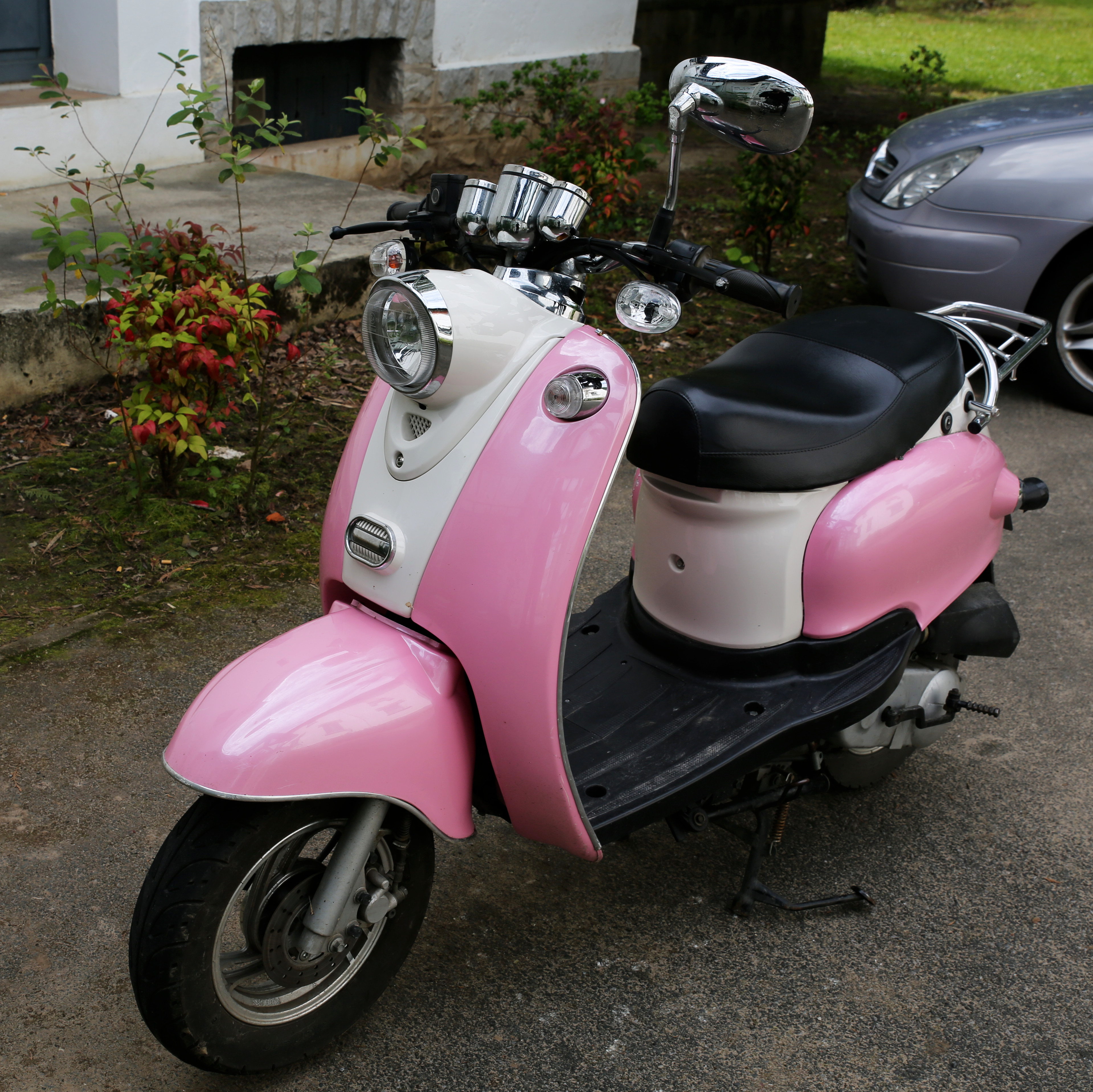
Scooter.
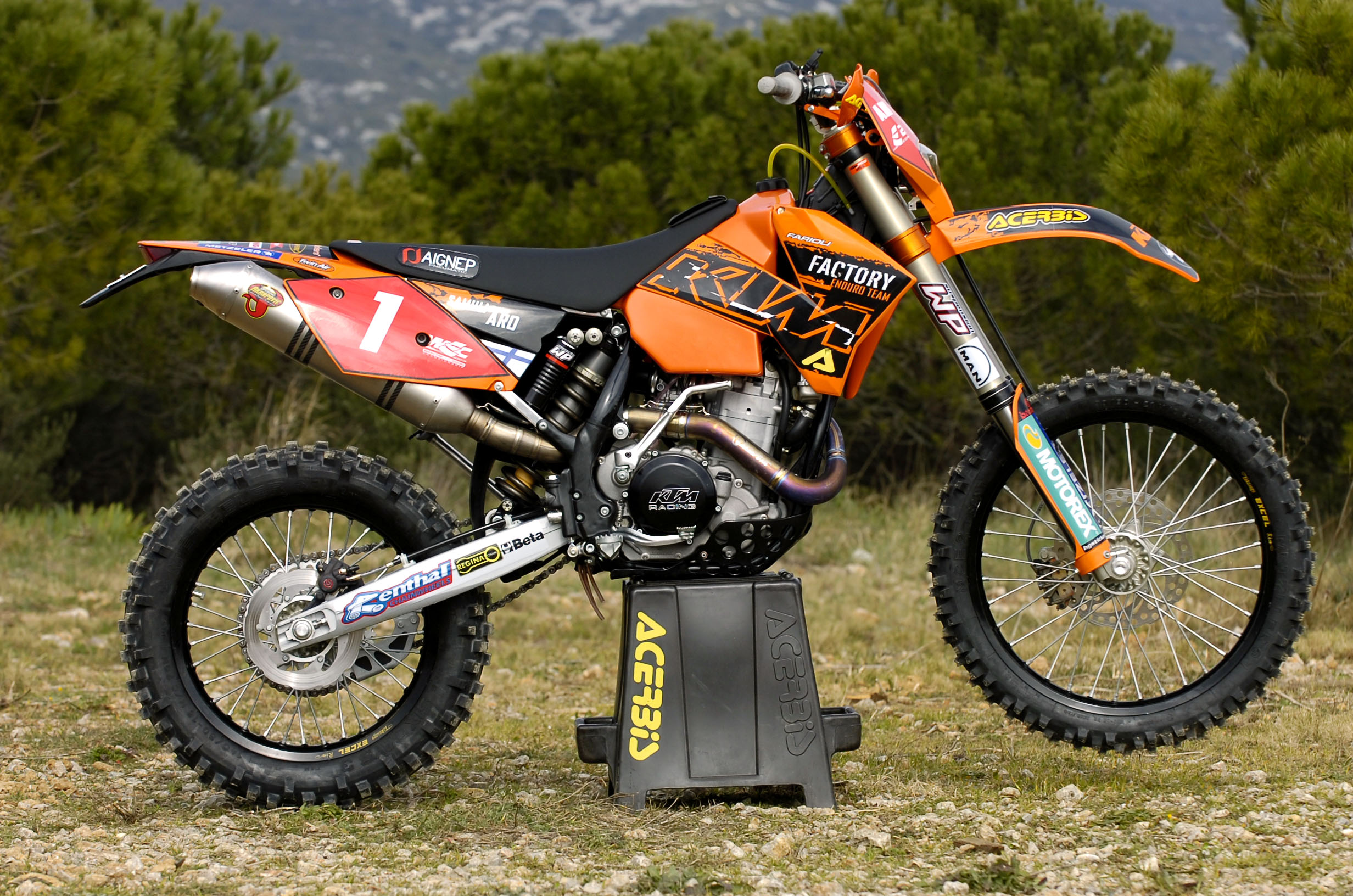
Moto tout-terrain.
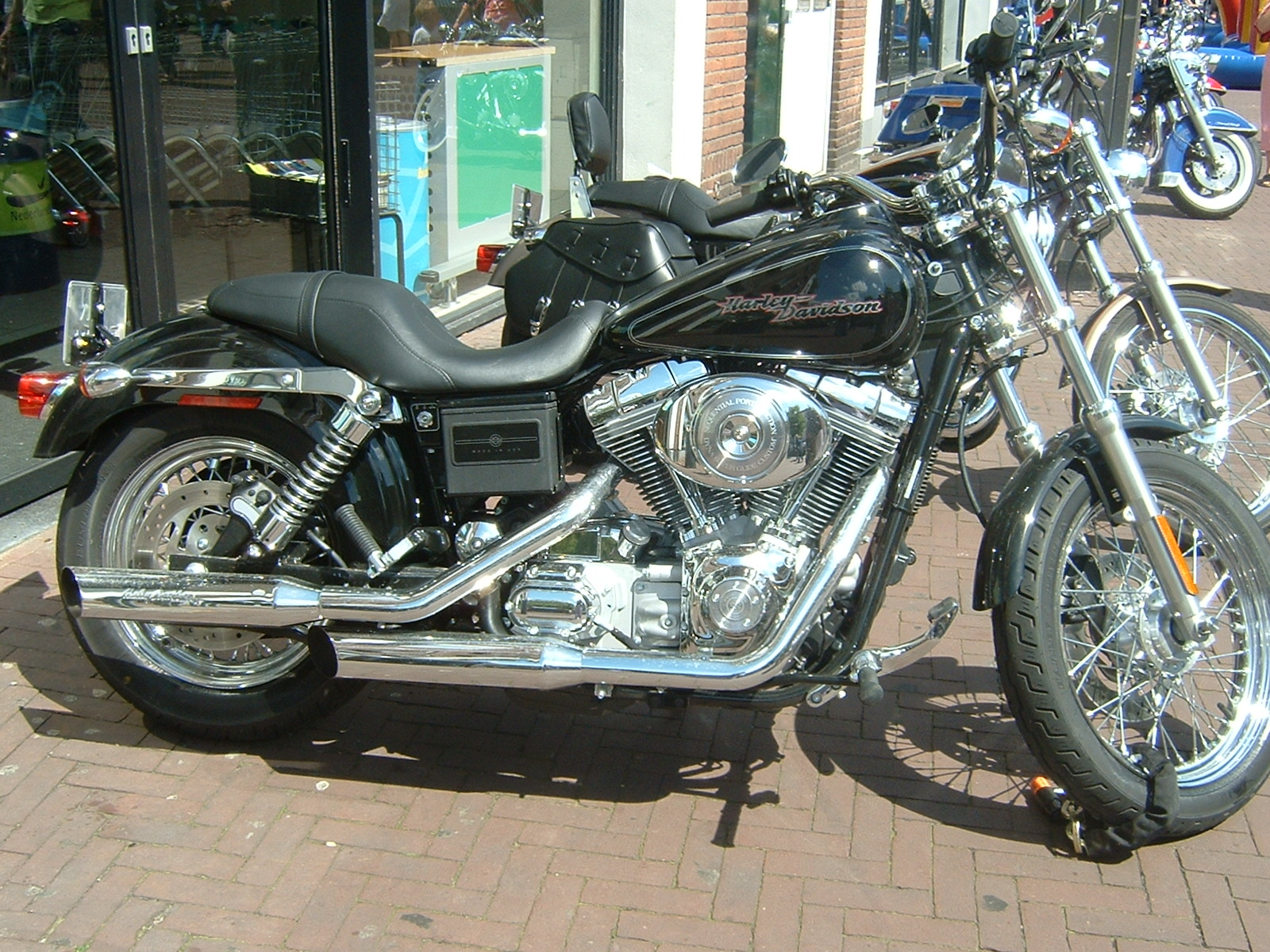
Moto Harley-Davidson.
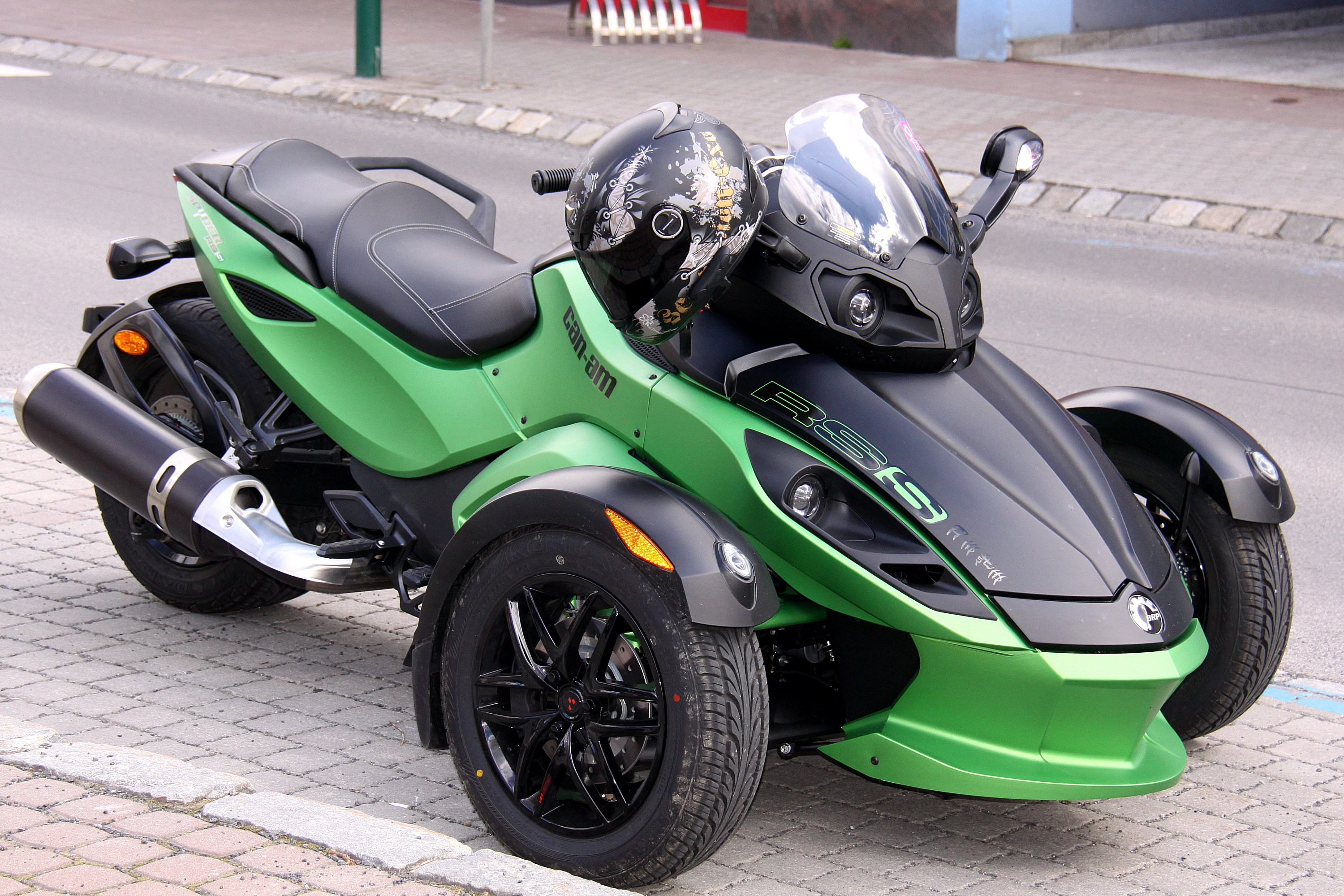
Trike têtard
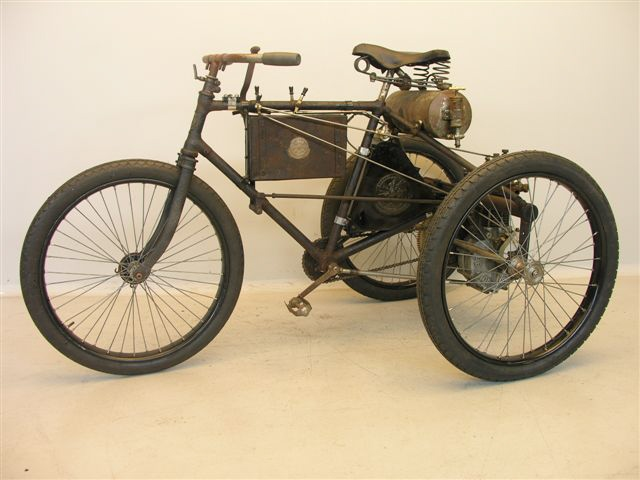
Tricycle delta à moteur Peugeot.
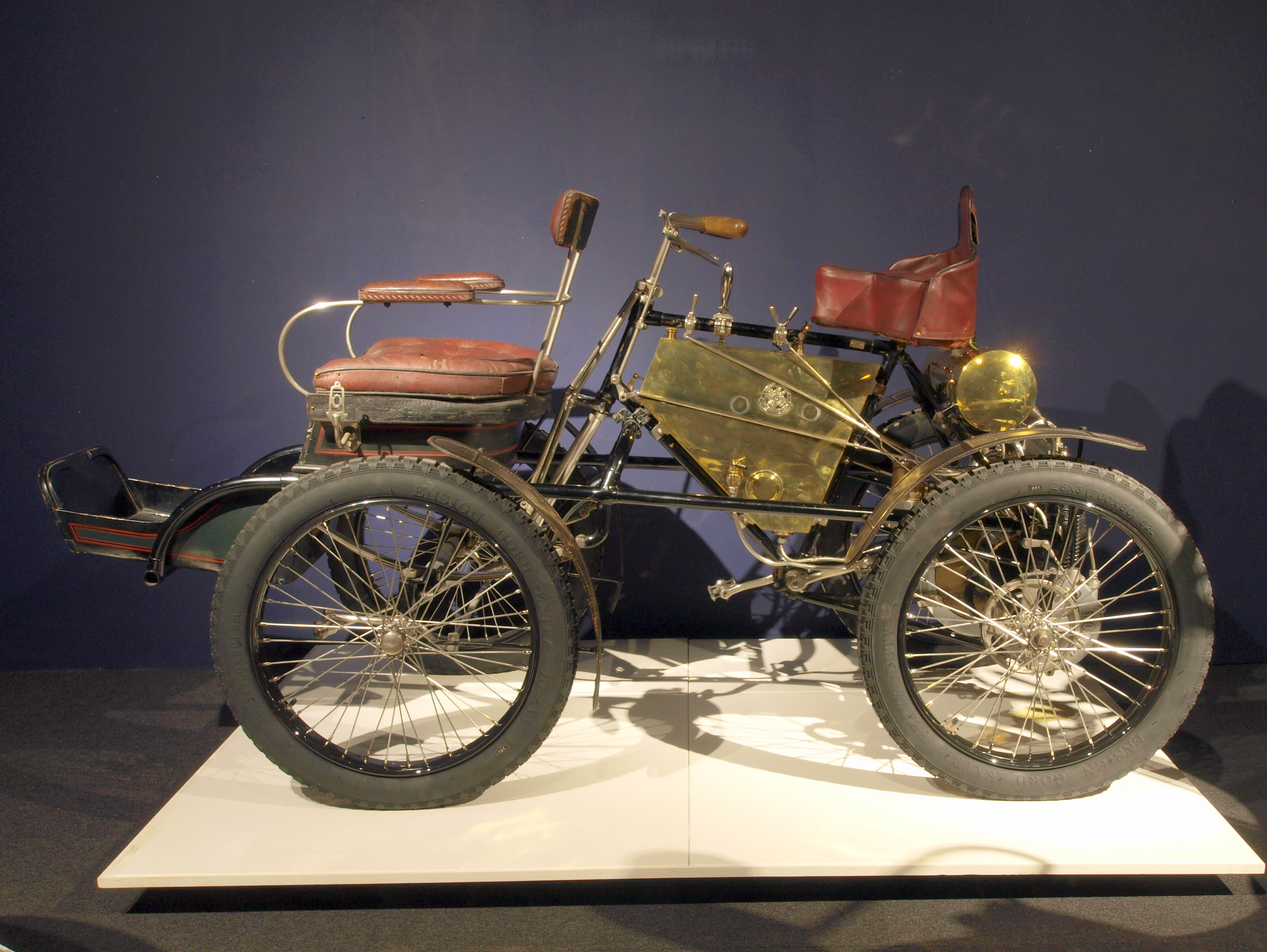
Quadricycle à moteur De Dion-Bouton, 1900.
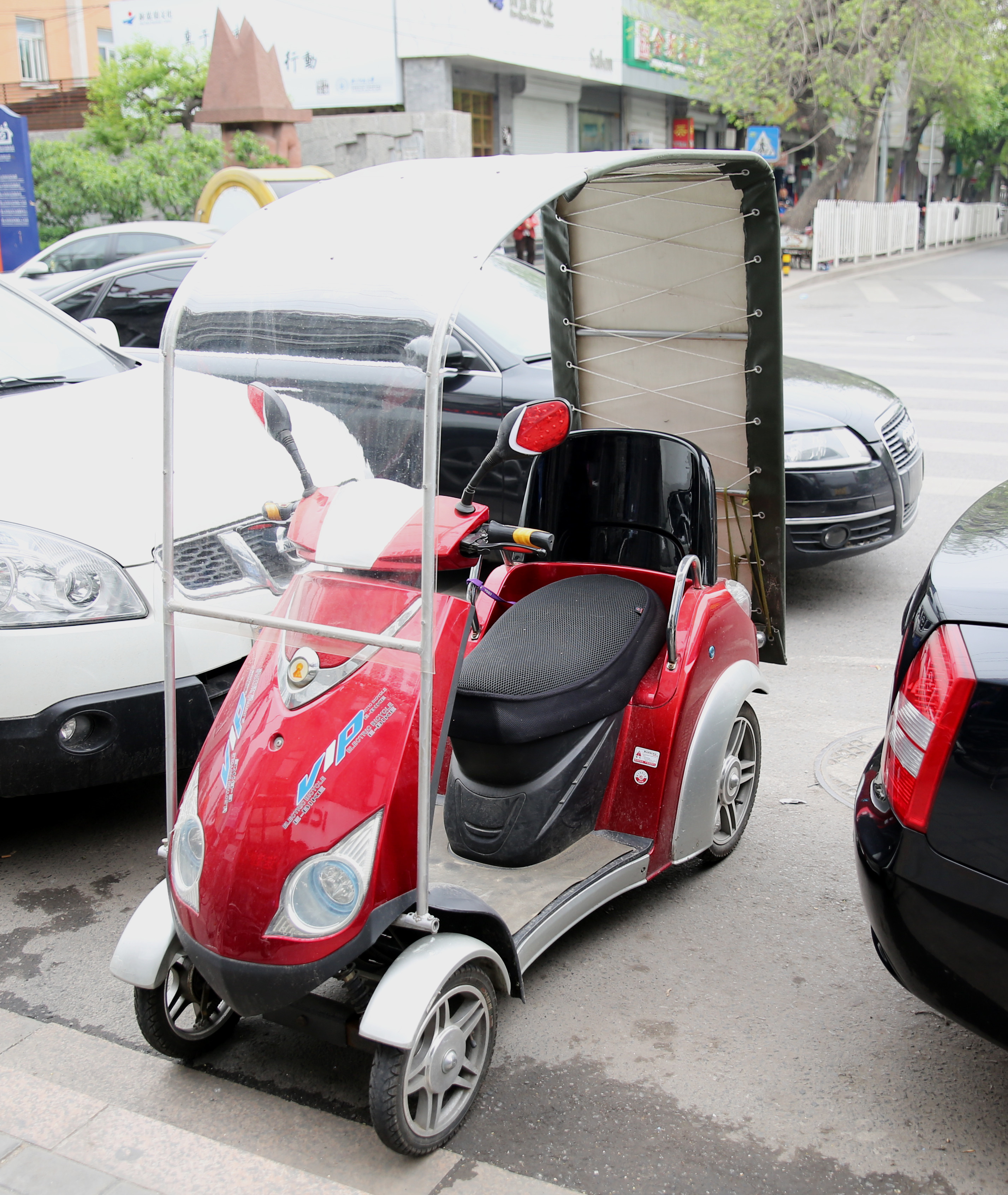
Quadricycle électrique en Chine.